# Range nord-européen
Cet article concerne les ports de la mer du Nord. Pour les montagnes du nord de Trinidad (Northern Range), voir Cordillère Septentrionale (Trinité-et-Tobago).

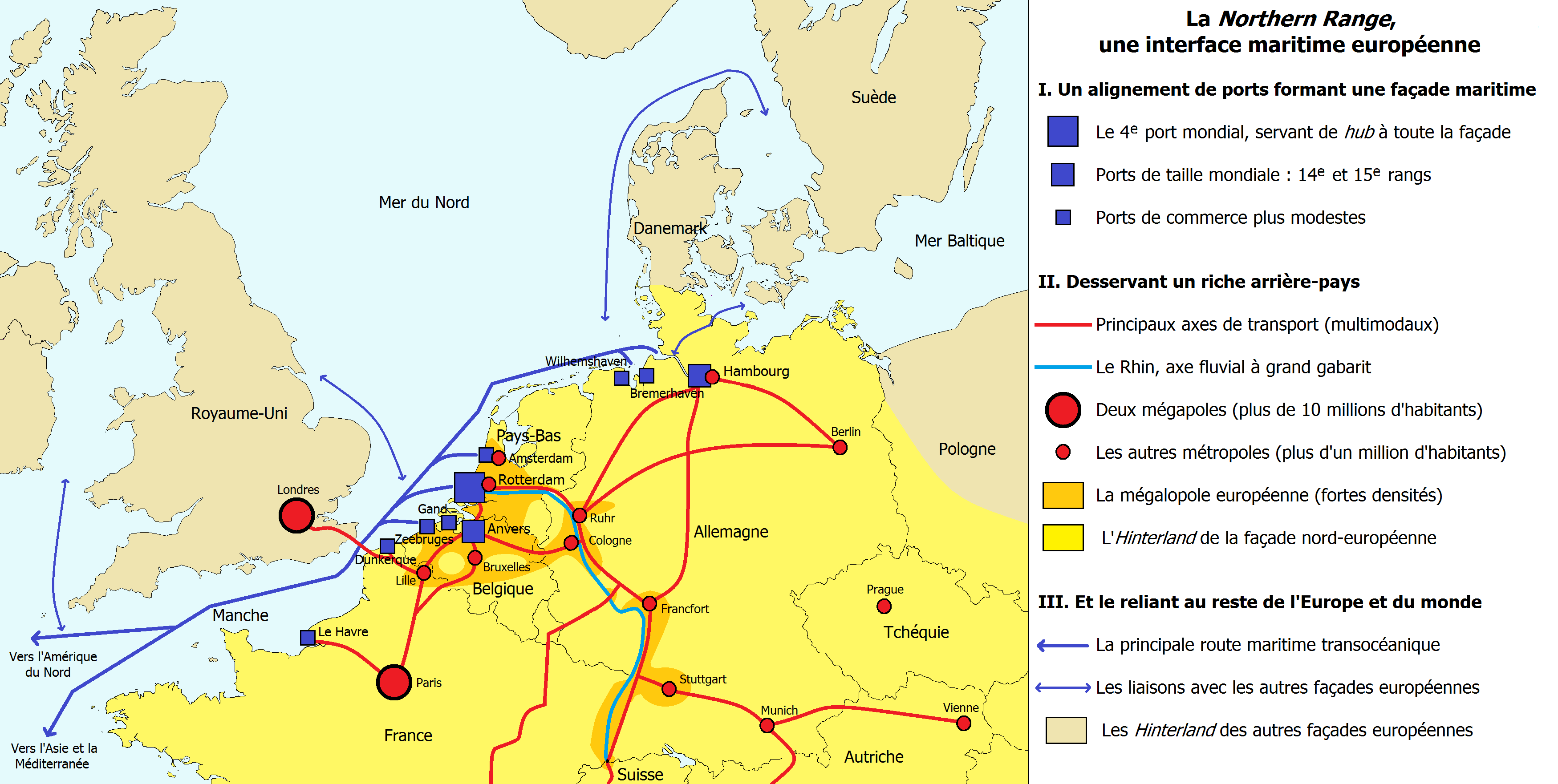
Croquis présentant la rangée nord-européenne comme une des interfaces maritimes européennes.

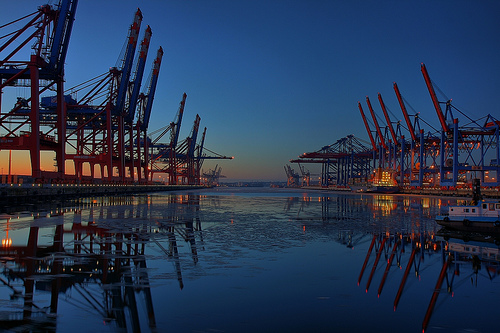
Les portiques et le bassin du Burchardkai, un des terminaux conteneurs du port de Hambourg.

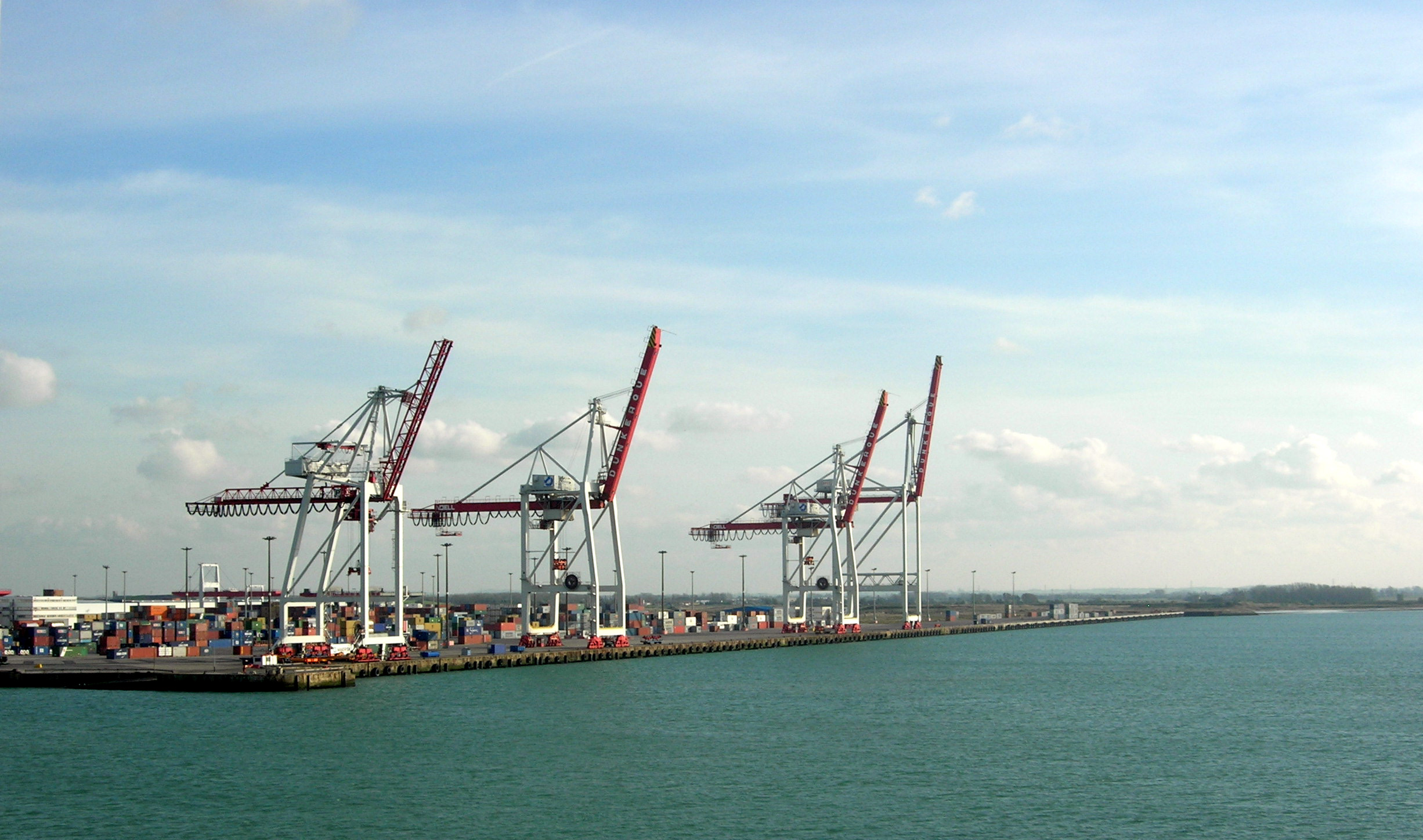
Le port de Dunkerque (France) en 2006.

Le terme de « range nord-européen », ou de « rangée nord-européenne », est la traduction de l'expression franglaise Northern range, utilisée dans l'enseignement secondaire français pour désigner la concentration des principaux ports européens alignés le long du littoral méridional de la mer du Nord, servant de façade maritime à un vaste territoire centré sur l'Europe rhénane.
D'autres traductions sont employées, telles que la « rangée du nord », le « rail du nord » ou la « rangée Manche-Nord » ou encore Manche-Sud[réf. nécessaire], ainsi que des abréviations un peu plus restrictives : « A-H » ou « ANTHAM » (Antwerp-Hamburg Range), « ARA » (Amsterdam-Rotterdam-Antwerp Range) ou « ARH » (Antwerp-Rotterdam-Hamburg Range).

## Structure: un alignement de ports

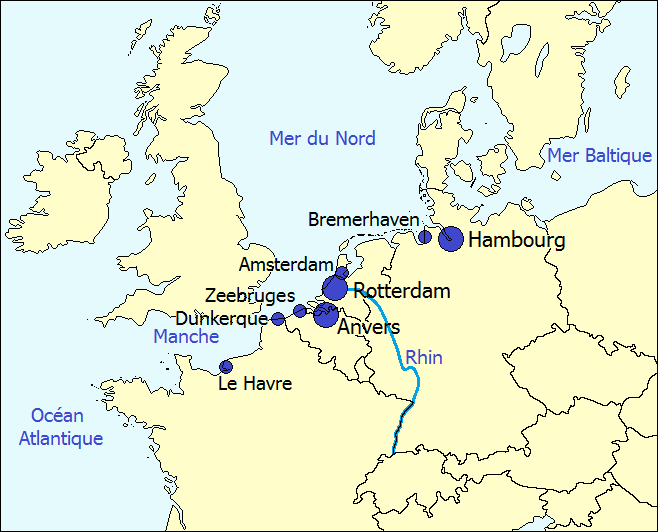
Carte de localisation des principaux ports de commerce alignés au sud de la mer du Nord.

La notion de rangée nord-européenne a été développée par André Vigarié en 1964. Les principaux ports de commerce (s'y rajoutent plusieurs ports de pêche et de plaisance, bien plus modestes) alignés sur 800 km sont d'ouest vers l'est :
- les ports du Havre, de Rouen, de Boulogne-sur-Mer, de Calais et de Dunkerque en France ;
- d'Ostende, de Zeebruges (Zeebrugge en néerlandais), de Gand (Gent) et d'Anvers (Antwerpen) en Belgique ;
- de Flessingue, de Terneuzen, de Rotterdam, d'IJmuiden, d'Amsterdam, du Helder, d'Eemshaven et de Delfzijl aux Pays-Bas ;
- d'Emden, de Wilhelmshaven, de Bremerhaven, de Brême, de Cuxhaven et de Hambourg en Allemagne.

### Classement selon le trafic
Les trois plus importants de ces ports, par leurs dimensions comme par leur trafic sont d'abord le port de Rotterdam (le quatrième port de commerce du monde en 2011, après ceux de Shanghai, de Singapour et de Tianjin), ensuite le port d'Anvers (17e port mondial et deuxième européen) et enfin le port de Hambourg (26e port mondial et troisième européen). Pour ce qui est du trafic de conteneurs uniquement, Rotterdam est le 10e port mondial, Hambourg le 14e et Anvers le 15e.
| Villes        | États                  | Trafic total (en millions de tonnes) | Total vrac solide (en millions de tonnes) | Fer (en millions de tonnes) | Charbon (en millions de tonnes) | Total vrac liquide (en millions de tonnes) | Pétrole brut (en millions de tonnes) | Conteneurs (en millions de tonnes) | Conteneurs (en millions d'EVP) |
| ------------- | ---------------------- | ------------------------------------ | ----------------------------------------- | --------------------------- | ------------------------------- | ------------------------------------------ | ------------------------------------ | ---------------------------------- | ------------------------------ |
| Hambourg      | Drapeau de l'Allemagne | 130,93                               | 25,32                                     | 9,15                        | 5,17                            | 14,11                                      | 4,39                                 | 89,40                              | 8,86                           |
| Bremerhaven   | Drapeau de l'Allemagne | 83,97                                | 8,98                                      | 4,30                        | 1,79                            | 1,42                                       | 0                                    | 65,15                              | 6,11                           |
| Wilhelmshaven | Drapeau de l'Allemagne | 26,17                                | 3,31                                      | 0,01                        | 1,59                            | 22,83                                      | 21,44                                | 0,01                               | 0,02                           |
| Amsterdam     | Drapeau des Pays-Bas   | 94,26                                | 41,87                                     | 8,55                        | 18,89                           | 43,31                                      | 0,01                                 | 0,82                               | 0,06                           |
| Rotterdam     | Drapeau des Pays-Bas   | 441,52                               | 78,10                                     | 32,74                       | 25,28                           | 214,21                                     | 98,32                                | 125,42                             | 11,86                          |
| Zélande       | Drapeau des Pays-Bas   | 33,99                                | 11,93                                     | 0,67                        | 4,77                            | 12,01                                      | 0                                    | 0,20                               | 0,02                           |
| Anvers        | Drapeau de la Belgique | 184,13                               | 19,10                                     | 2,74                        | 5,72                            | 45,27                                      | 2,55                                 | 104,06                             | 8,63                           |
| Gand          | Drapeau de la Belgique | 26,30                                | 16,82                                     | 3,30                        | 2,88                            | 3,97                                       | 0                                    | 0,61                               | 0,08                           |
| Zeebruges     | Drapeau de la Belgique | 43,54                                | 1,62                                      | 0                           | 0,02                            | 7,69                                       | 0                                    | 20,31                              | 1,95                           |
| Dunkerque     | Drapeau de la France   | 47,62                                | 24,40                                     | 12,13                       | 8,14                            | 6,86                                       | 0,04                                 | 2,40                               | 0,26                           |
| Calais        | Drapeau de la France   | 34,13                                | 0,4                                       | 0,1                         | 0                               | 0                                          | 0                                    | 0                                  | 0                              |
| Le Havre      | Drapeau de la France   | 63,51                                | 2,64                                      | 0                           | 0,98                            | 36,67                                      | 22,46                                | 22,73                              | 2,30                           |
| Rouen         | Drapeau de la France   | 21,16                                | 8,6                                       | 0                           | 0,6                             | 10,5                                       | 0                                    | 0,9                                | 0,12                           |

### Concurrence et complémentarité

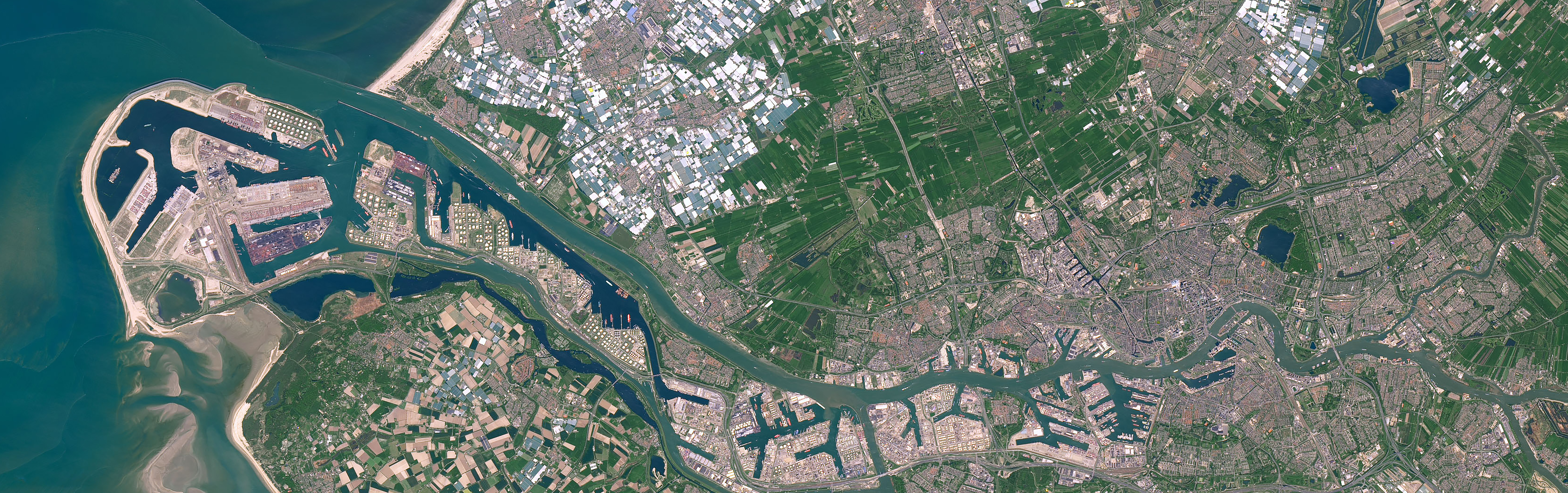
Le port de Rotterdam, s'étendant sur 42 km de long, est le principal port européen.

L'alignement et la proximité de ces ports favorisent la concurrence mais aussi la complémentarité entre ces ports. Ils sont reliés entre eux par cabotage (d'estuaire en estuaire) ainsi que par voie fluviale, grâce au réseau de canaux grand gabarit qui sillonnent les Pays-Bas et la Belgique (canaux Gand-Terneuzen, de l'Escaut au Rhin, Albert, Canal maritime d'Anvers à Bruxelles, d'Amsterdam au Rhin, etc.). Ainsi, pour les importations de pétrole, de charbon et de minerai de fer, Rotterdam sert de hub à toute la façade, recevant les pétroliers, minéraliers et porte-conteneurs géants, puis réexpédiant vers ses voisins une partie de son approvisionnement sur de petits feeders (navires collecteurs). Hambourg a la même fonction vis-à-vis des ports de la Baltique, notamment par le canal de Kiel.
Pour les conteneurs, les navires assurant les lignes trans-océaniques (Europe-Amérique et Europe-Asie) font des escales successives le long de l'axe (y incluant les ports anglais de Southampton, Tilbury, Thamesport (en) et Felixstowe), principe renforcé par le fait que les armateurs (Maersk, CMA-CGM, MSC, Hapag-Lloyd, etc.), qui sont parfois aussi les opérateurs des terminaux, considèrent la zone Anvers-Rotterdam comme une entité unique.
Rotterdam et sa voisine Anvers sont des exemples de ce jeu de concurrence et de complémentarité. Les enjeux économiques sont tels que l'État néerlandais cherche à freiner le développement du port belge en limitant[réf. nécessaire] le dragage de l'Escaut, empêchant les plus gros navires de remonter jusqu'au port d'Anvers. En conséquence, c'est le port de Rotterdam qui approvisionne les raffineries d'Anvers en pétrole depuis 1971, leur envoyant de 20 à 30 millions de tonnes de brut par an par oléoduc.

## Infrastructures portuaires

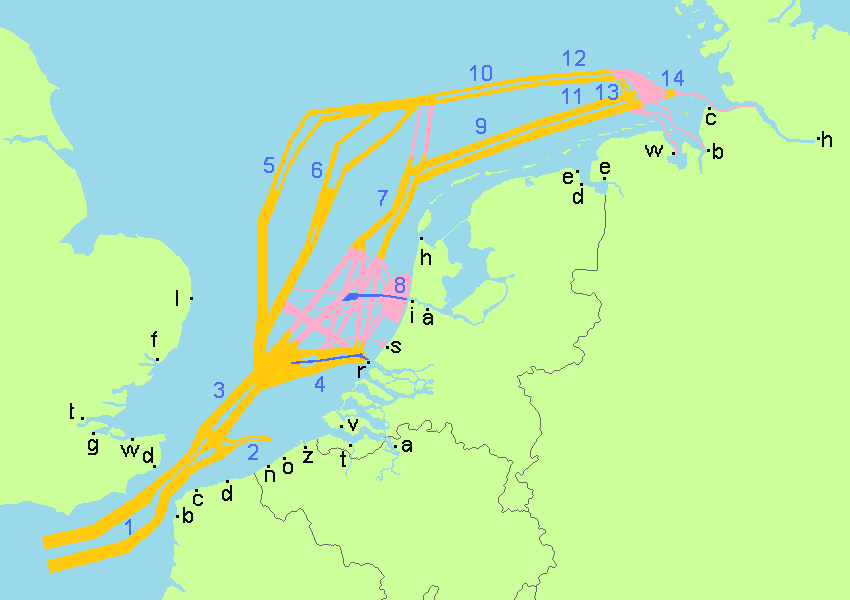
Les dispositifs de séparation du trafic en mer du Nord : le trafic maritime est tellement dense que des rails de navigation ont été établis.

Ces ports se chargent de l'accueil des grands navires de commerce (pétroliers, porte-conteneurs, minéraliers, rouliers, méthaniers, etc.) dans des terminaux spécialisés (terminaux pétroliers, conteneurs, terminaux charbonniers…), bordés par de vastes zones de stockage (réservoirs de pétrole, parcs à conteneurs, entrepôts, stocks de charbon en tas, parkings à véhicules…), des zones industrielles (raffineries de pétrole, usines chimiques, sidérurgiques…), des chantiers de réparation navale et des infrastructures de transport souvent intermodales (terminaux fluviaux et canaux à grand gabarit, accès et axes autoroutiers, gares ferroviaires de marchandises et voies ferrées électrifiées…).

### Terminaux spécialisés
Étant donné la construction d'infrastructures portuaires adaptées à chaque fois à un seul type de navires, la forte concurrence entre les ports a entraîné une spécialisation des différents ports. Seuls les plus importants restent polyvalents, avec une gamme diversifiée de terminaux :
- terminaux agricoles : ports de Rouen (blé et sucre), de Rotterdam (huile de palme, jus de fruit), d'Amsterdam, de Hambourg (café), de Gand, d'Anvers, de Bremerhaven et de Dunkerque ;
- terminaux minéraliers (charbon et minerai de fer) : ports de Rotterdam, d'IJmuiden, de Dunkerque et de Hambourg ;
- terminaux pétroliers (brut) : ports de Rotterdam, du Havre, de Wilhemshaven et de Hambourg ;
- terminaux chimiquiers : ports de Rotterdam, d'Amsterdam, d'Anvers, du Havre et de Hambourg ;
- terminaux méthaniers (LNG) : ports de Zeebruges et de Rotterdam ;
- terminaux conteneurs : ports de Rotterdam, de Hambourg, d'Anvers, de Bremerhaven, du Havre, de Zeebruges, de Dunkerque et de Wilhemshaven[n 6] ;
- terminaux rouliers (roll on / roll off) : ports de Zeebruges, de Rotterdam, de Dunkerque, du Havre et de Bremerhaven ;
- cargo divers : ports d'Anvers, de Zélande[n 5], de Bremerhaven, d'Amsterdam, de Rotterdam, de Gant, de Hambourg et du Havre ;
- terminaux ferry : ports de Calais, de Boulogne-sur-Mer, d'Ostende, du Havre, de Dieppe, de Dunkerque, de Zeebruges, de Rotterdam et d'Amsterdam.

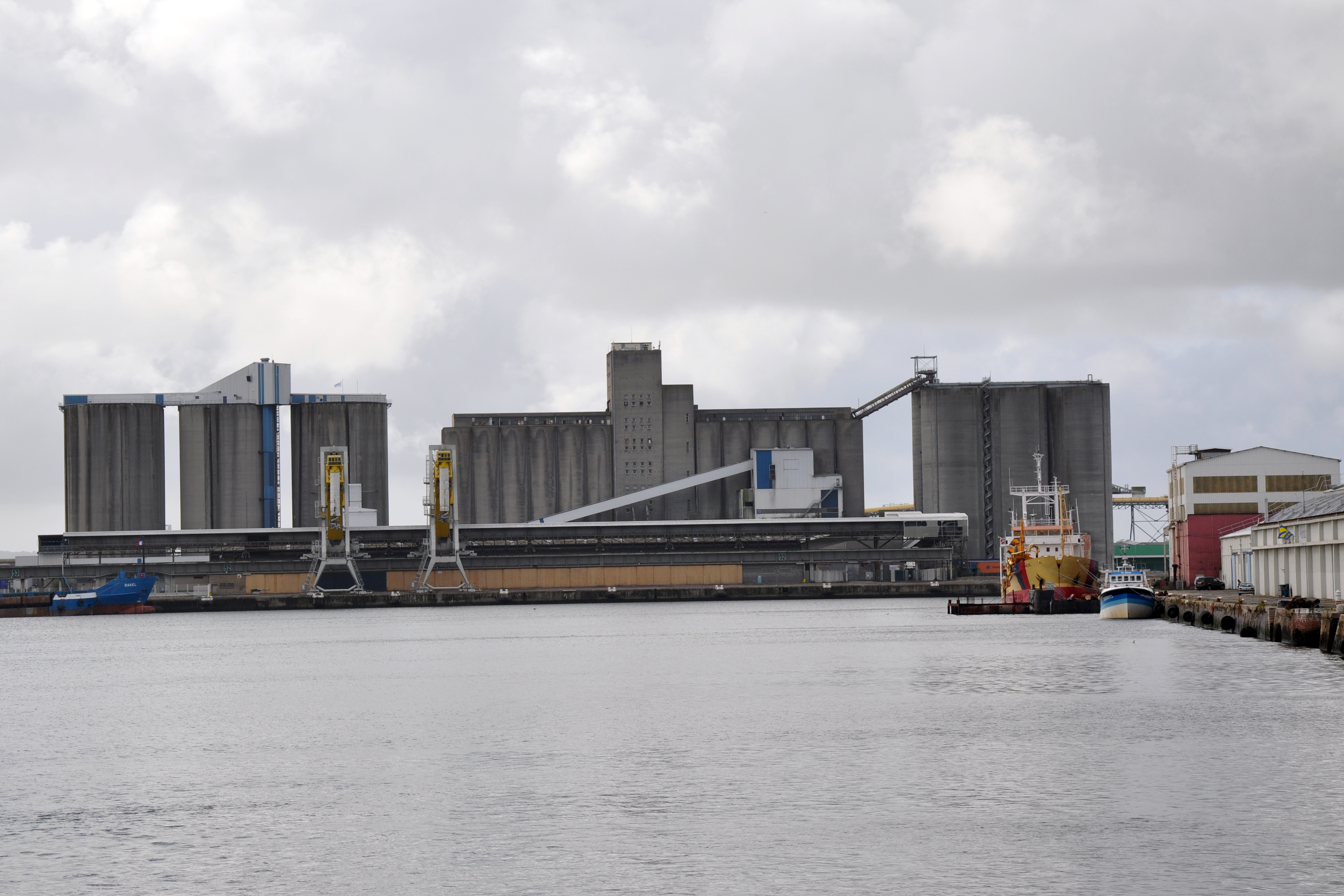
Le terminal céréalier du port du Havre.
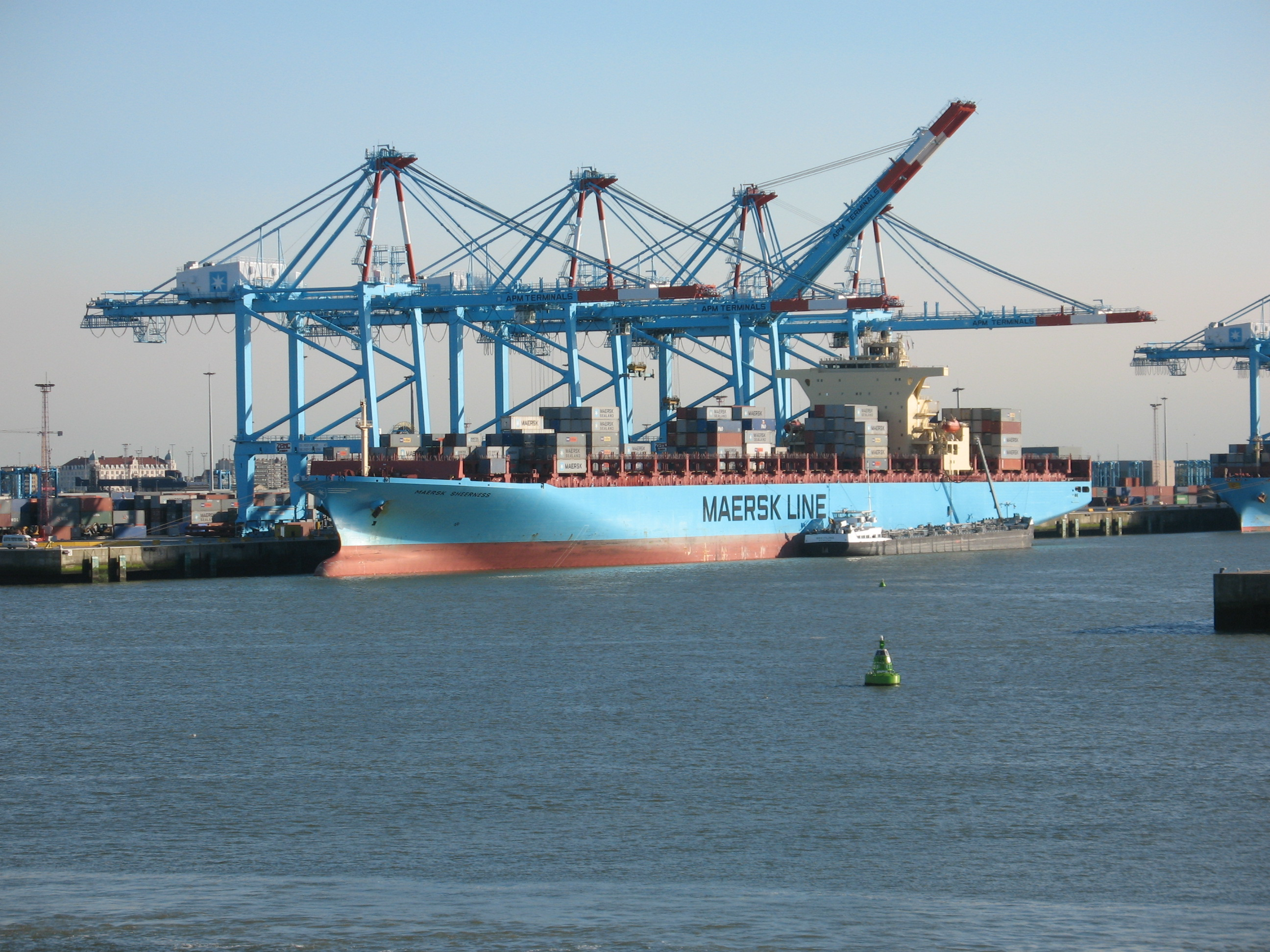
Porte-conteneurs sous les portiques de Zeebruges.
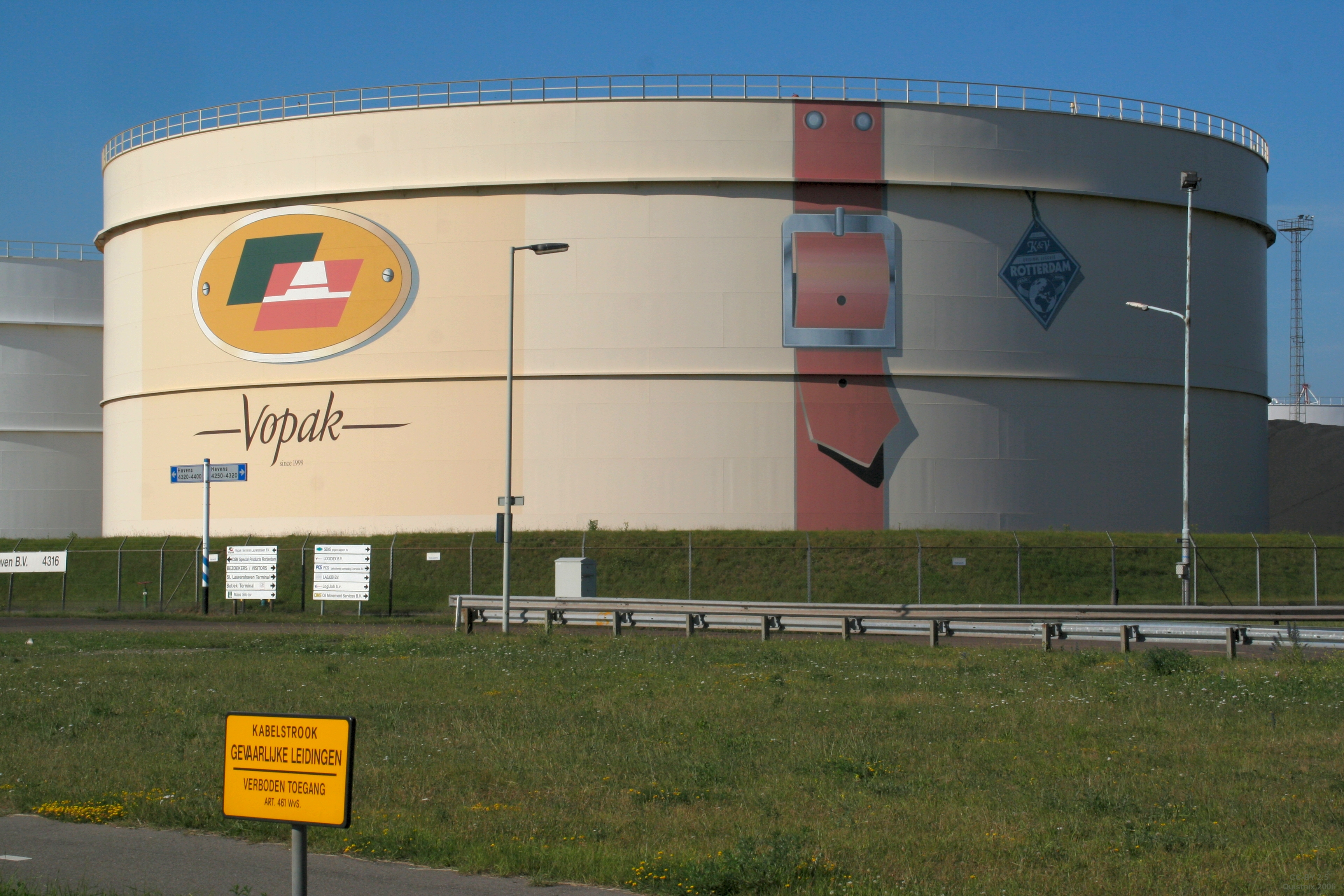
Réservoirs de pétrole de la Vopak dans l'Europoort (Rotterdam).
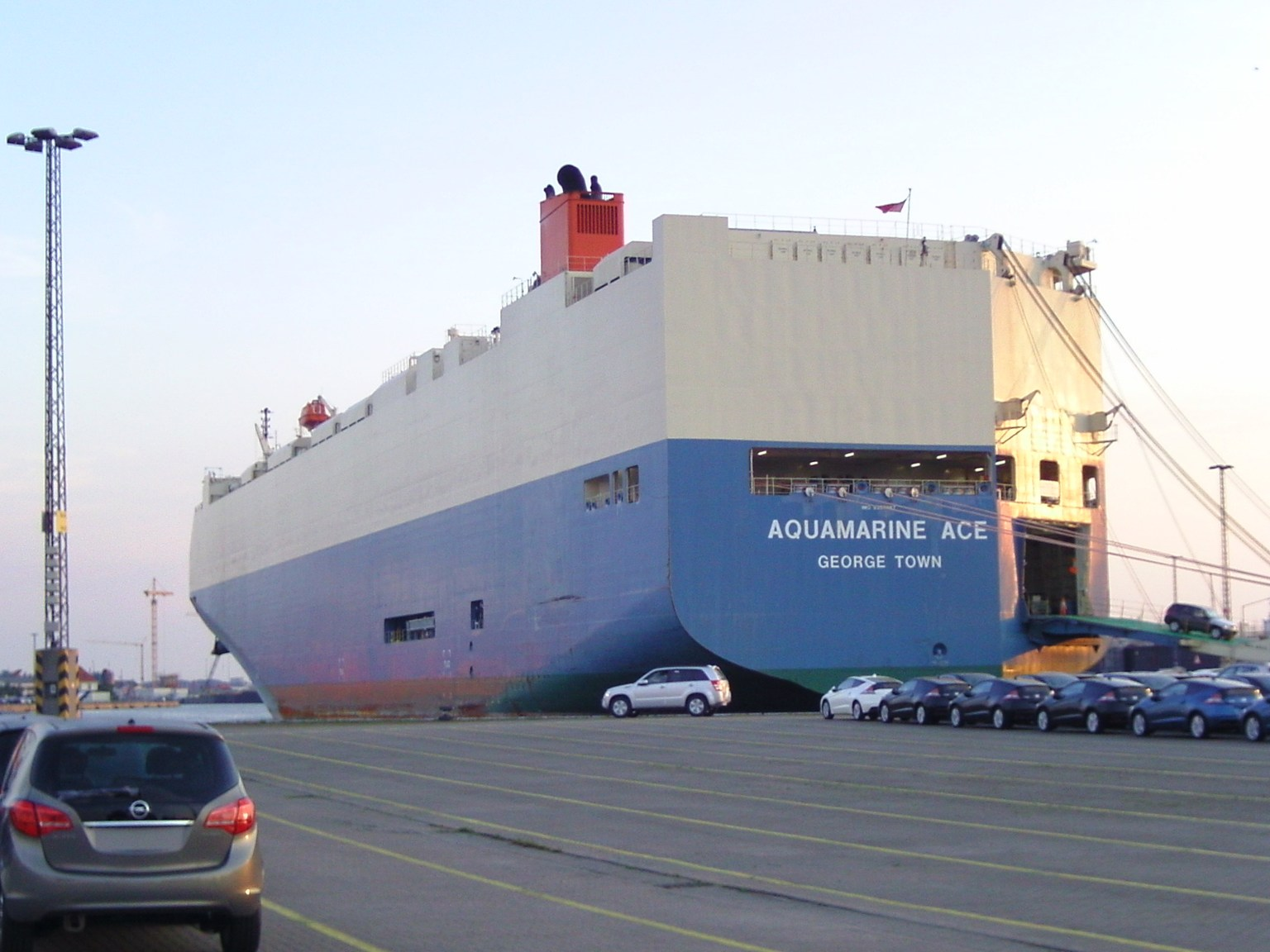
Roulier embarquant des voitures à Bremerhaven.

### Problèmes d’ingénierie

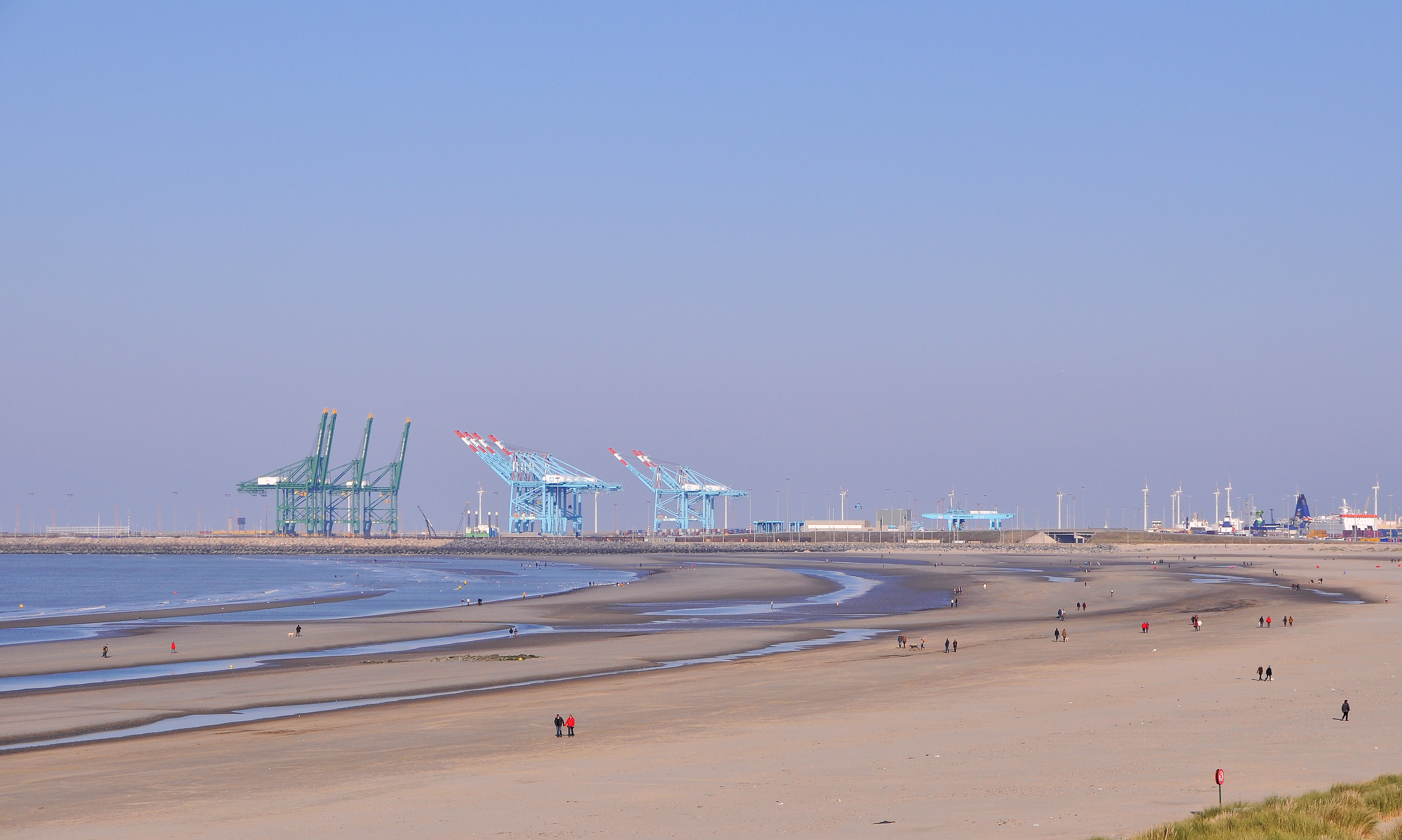
Le littoral méridional de la mer du Nord est sableux : ici la plage de Zeebruges avec en arrière-plan les portiques du terminal conteneur.

Étant donné le caractère sablonneux du littoral de la mer du Nord (particulièrement gênant le long de la mer des Wadden), les plus anciens ports sont en retrait du littoral, essentiellement en fond d'estuaire ou sur un bras de mer : Rouen sur la Seine (à 120 kilomètres de la mer), Bruges sur l'ancienne Zwin, Anvers sur l'Escaut (à 80 km de la mer), Rotterdam sur la Nieuwe Maas (une des branches du delta de la Meuse et du Rhin), Amsterdam sur l'IJ, Emden sur l'Ems, Brême sur la Weser et Hambourg sur l'Elbe (à 100 km de la mer). Ne font exceptions à ce principe que quelques ports construits à grands frais sur le littoral, tels que Dunkerque, Zeebruges et Wilhelmshaven.
L'augmentation des tirants d'eau des navires a obligé ces ports d'une part à se développer vers l'aval, que ce soit par la création d'un avant-port en eau profonde (Le Havre puis Antifer pour Rouen, Zeebruges pour Bruges, Flessingue vis-à-vis d'Anvers, IJmuiden pour Amsterdam, Bremerhaven pour Brême et Cuxhaven pour Hambourg) ou par une « marche vers la mer » (cas de Rotterdam sur une longueur de 42 kilomètres jusqu'aux terre-pleins de Maasvlakte et de Maasvlakte 2 gagnés sur la mer), d'autre part à draguer continuellement les estuaires, voir à creuser des chenaux (le Nieuwe Waterweg pour Rotterdam ; le Noordzeekanaal pour Amsterdam) y compris en pleine mer (l'Eurogeul et le Maasgeul pour Rotterdam ; l'IJgeul pour Amsterdam).

### Pollution et artificialisation

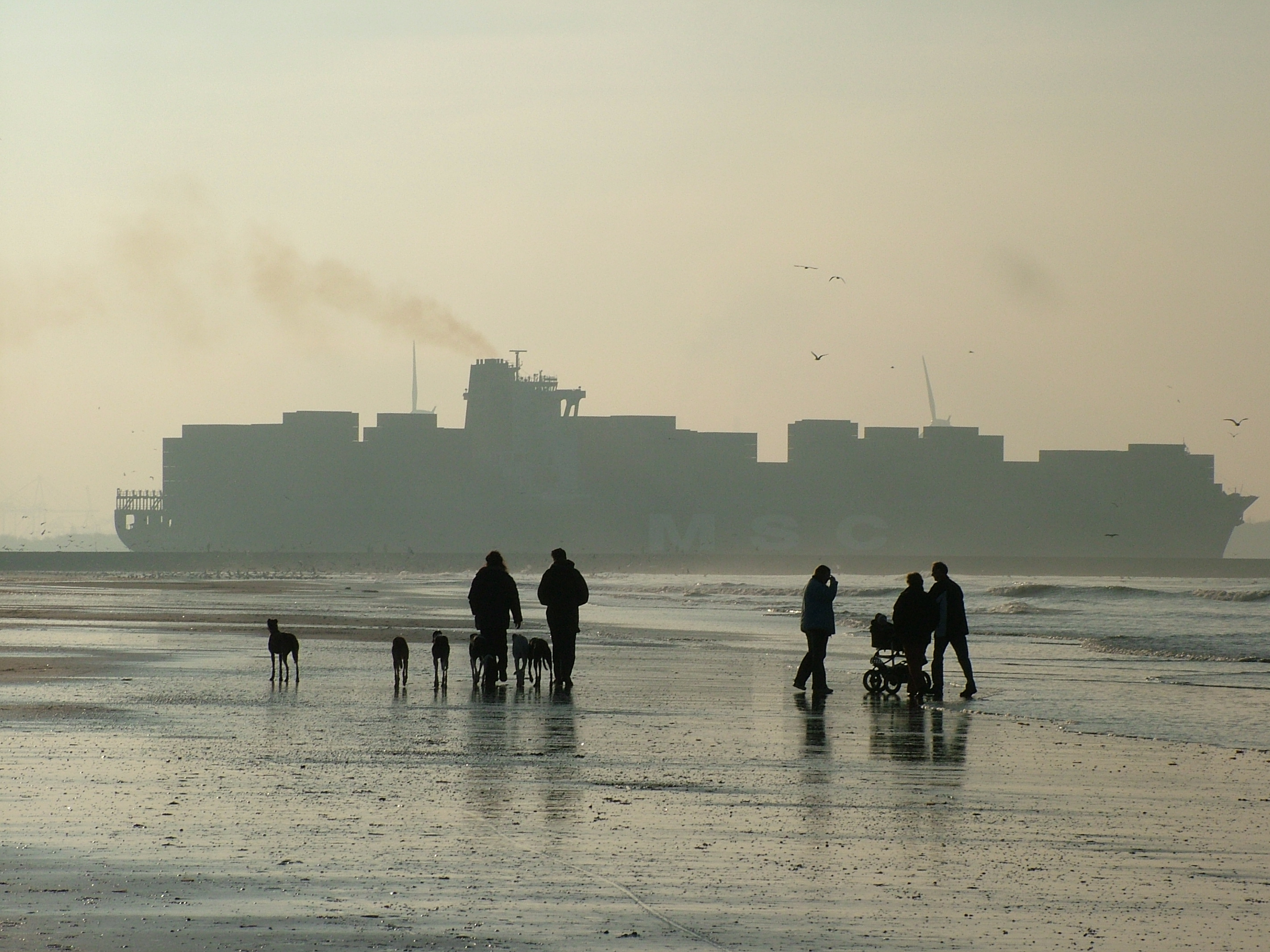
Porte-conteneurs entrant dans le port de Rotterdam, avec les promeneurs de la plage du Hoek van Holland au premier plan.

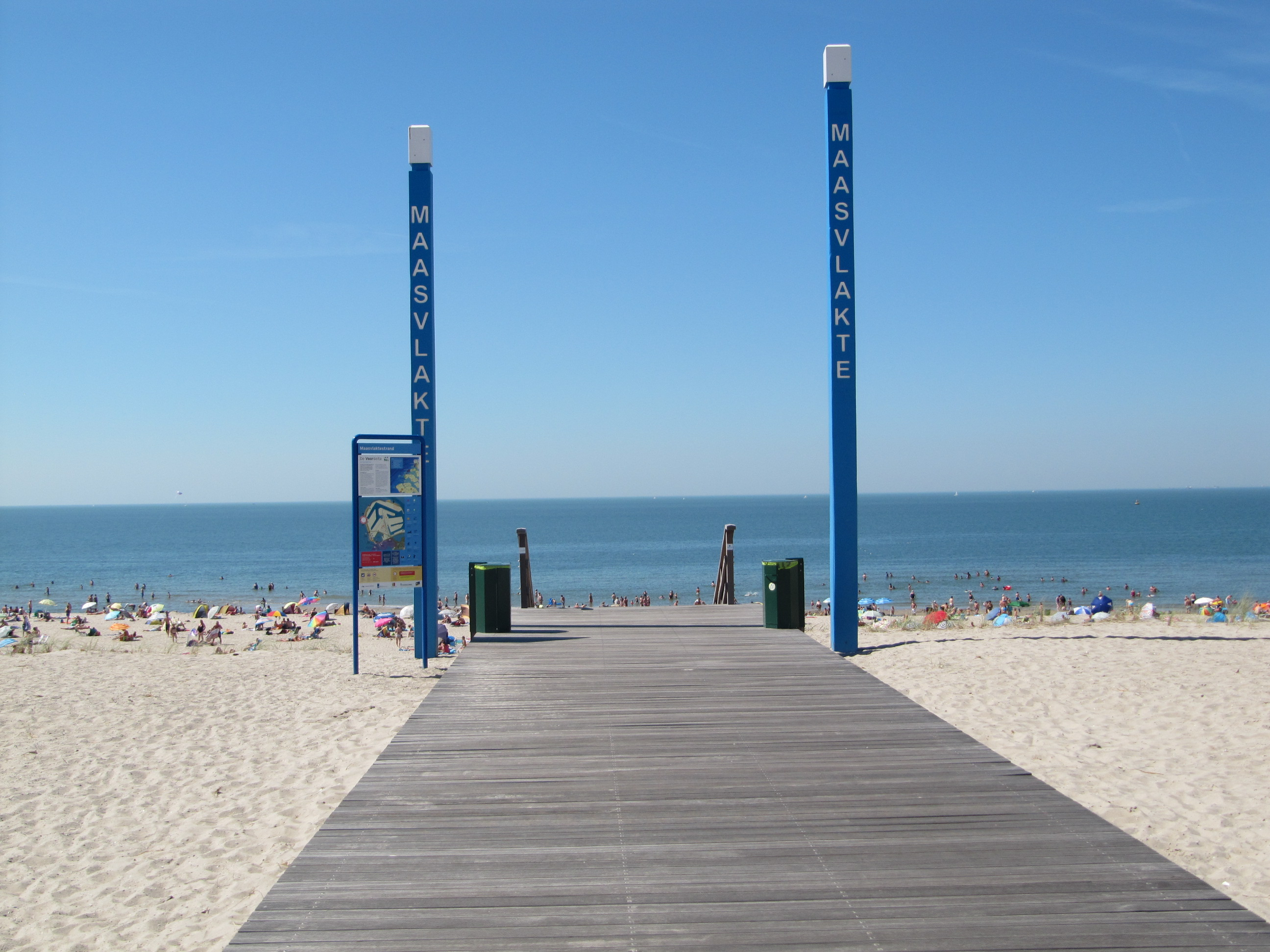
La plage aménagée dans le cadre de l'extension Maasvlakte 2 du port de Rotterdam.

L'augmentation du trafic maritime et son corollaire l'aménagement de vastes zones industrialo-portuaires ont comme conséquences une importante pollution atmosphérique due à la navigation (les navires brûlant du mazout comme carburant) et à l'industrie (le raffinage et la sidérurgie sont parmi les plus gros pollueurs), une artificialisation des littoraux (réduction des zones humides dans les estuaires, construction de terre-pleins avec du sable dragué en mer, couverture de vastes zones par de l'asphalte, canalisation des cours d'eau) et une augmentation des risques de pollution des eaux, des airs et des sols (naufrage, marée noire, incendie, inondation, etc.).
Ces problèmes écologiques longtemps méprisés sont devenus des facteurs contraignants pour les projets de développement des infrastructures portuaires, que ce soit aux Pays-Bas, en Belgique, en Allemagne ou en France, avec la montée en puissance politique des mouvements écologiques. En plus des législations de chaque État (par exemple la loi Littoral française de 1986), l'Union européenne fait plus ou moins appliquer ses directives : la directive Oiseaux en 1979 (améliorée en 2009), la directive Habitats Faune Flore en 1992, la directive sur l'eau en 2000 et la directive pour le milieu marin en 2008.
La solution appliquée depuis le début des années 2000 pour concilier le développement économique et la protection de l'environnement a été d'une part quelques mesures conservatoires (création de petites réserves naturelles et d'aires marines protégées) ainsi que des mesures compensatoires :
- à Rotterdam, 750 hectares de dunes sont désormais protégés au nord (au Hoek van Holland et à 's-Gravenzande) et au sud (sur l'île de Voorne-Putten) du port à titre de compensation pour l'extension Maasvlakte 2 (1 000 hectares gagnés sur la mer) ;
- à Anvers, 120 hectares du Hedwigepolder forment désormais une réserve naturelle, le polder ayant été transformé en vasière (renaturation en slikke) en contrepartie de l'approfondissement de l'Escaut et de l'extension du port sur la rive gauche ;
- au Havre, l'agrandissement « Port 2000 » sur la rive droite de l'estuaire de la Seine a été compensé par des aménagements dans la réserve naturelle de l'estuaire de la Seine (créée en 1997, sur plus de 8 000 hectares) avec notamment une petite île artificielle servant de reposoir aux oiseaux depuis 2007.

Un exemple d'artificialisation du littoral à Wilhelmshaven en 2012
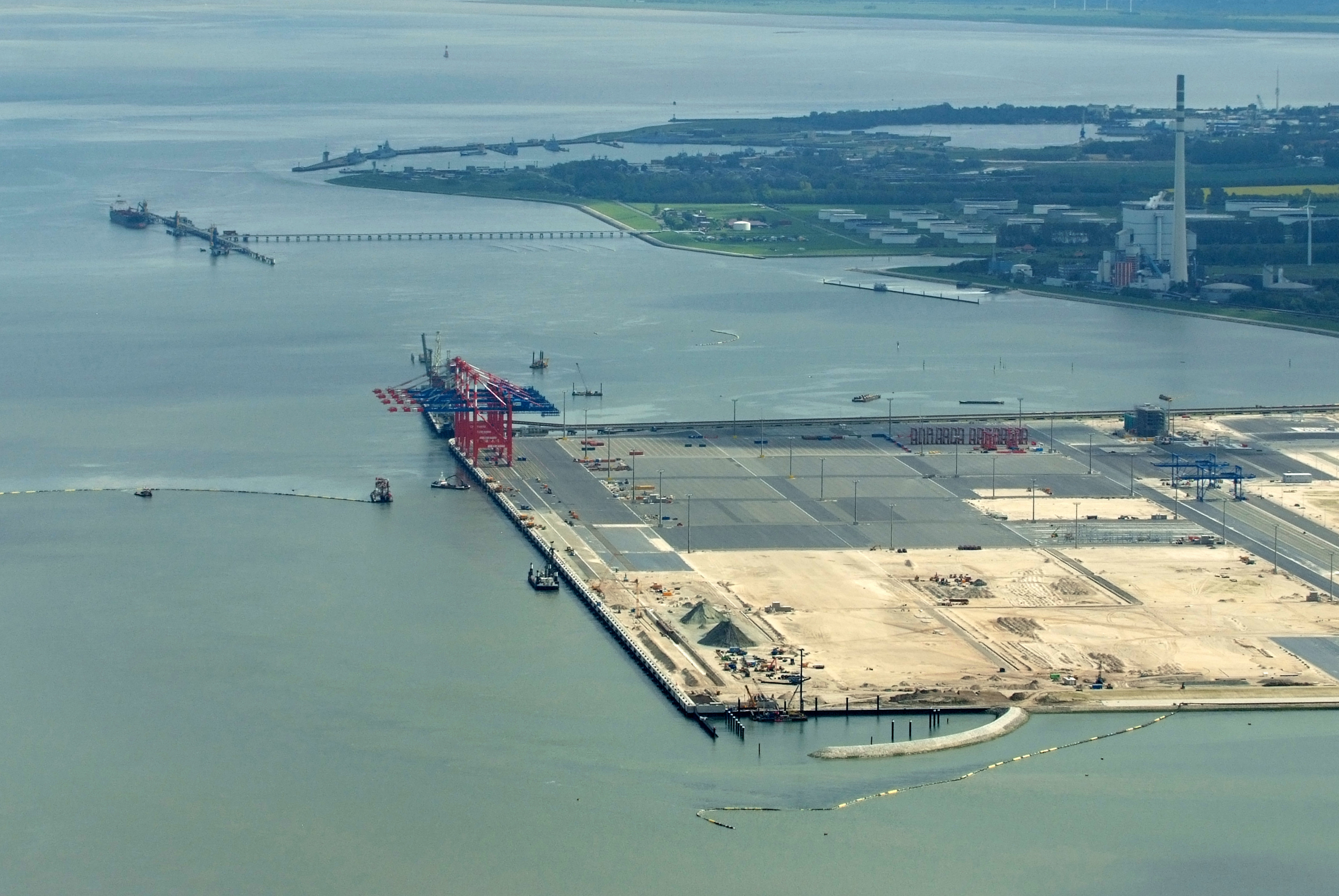
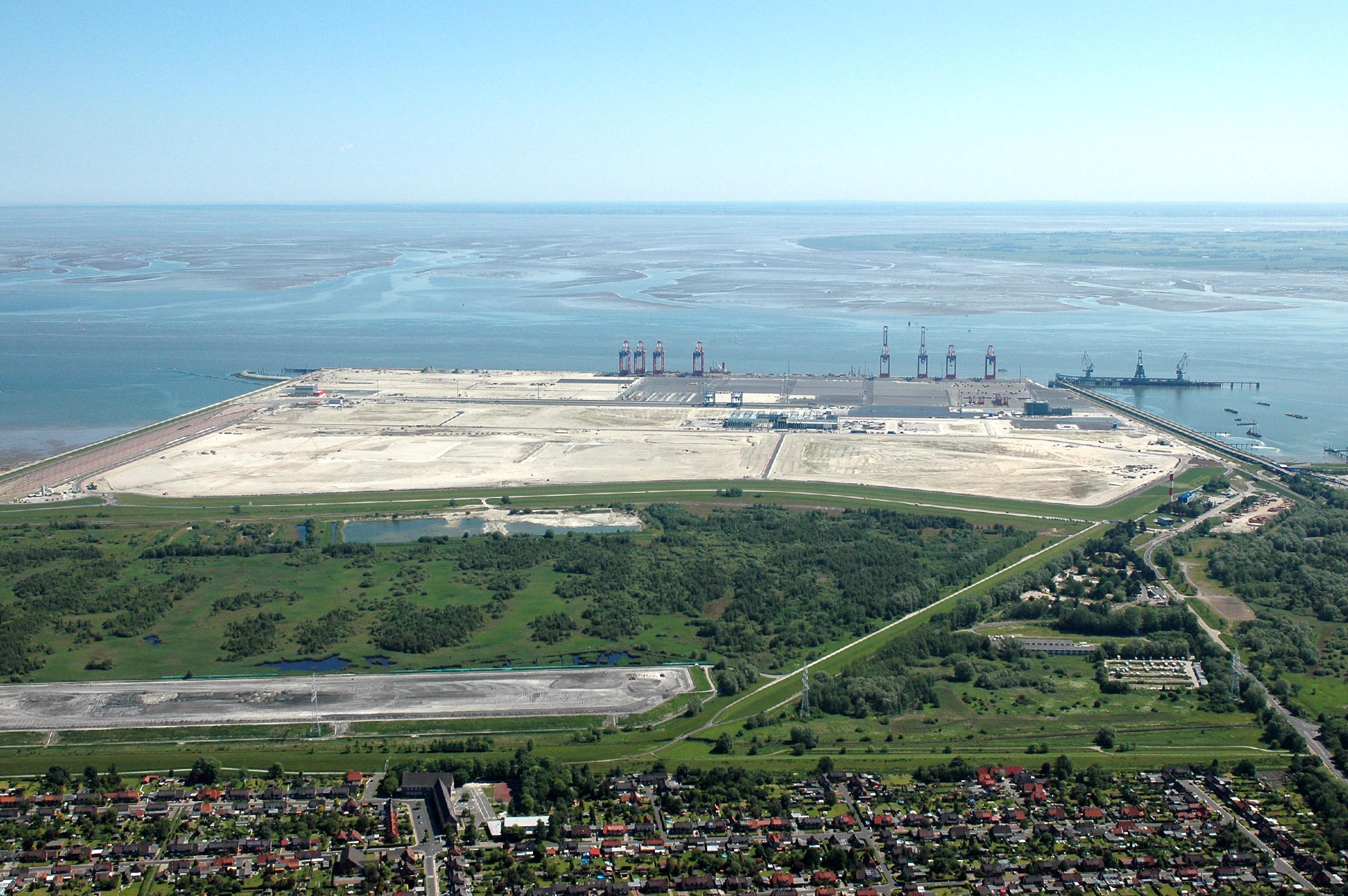
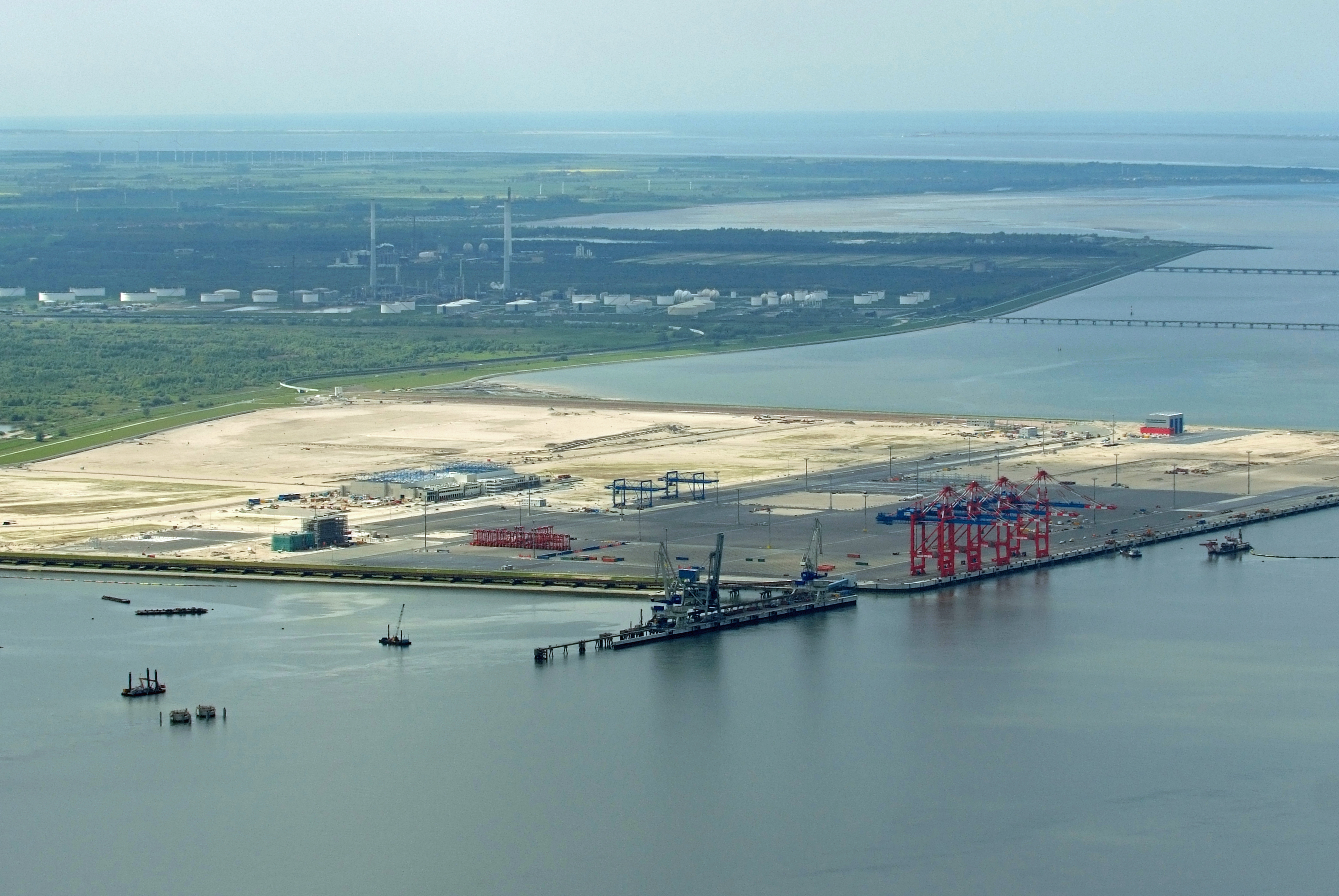

## Façade maritime de l'Europe

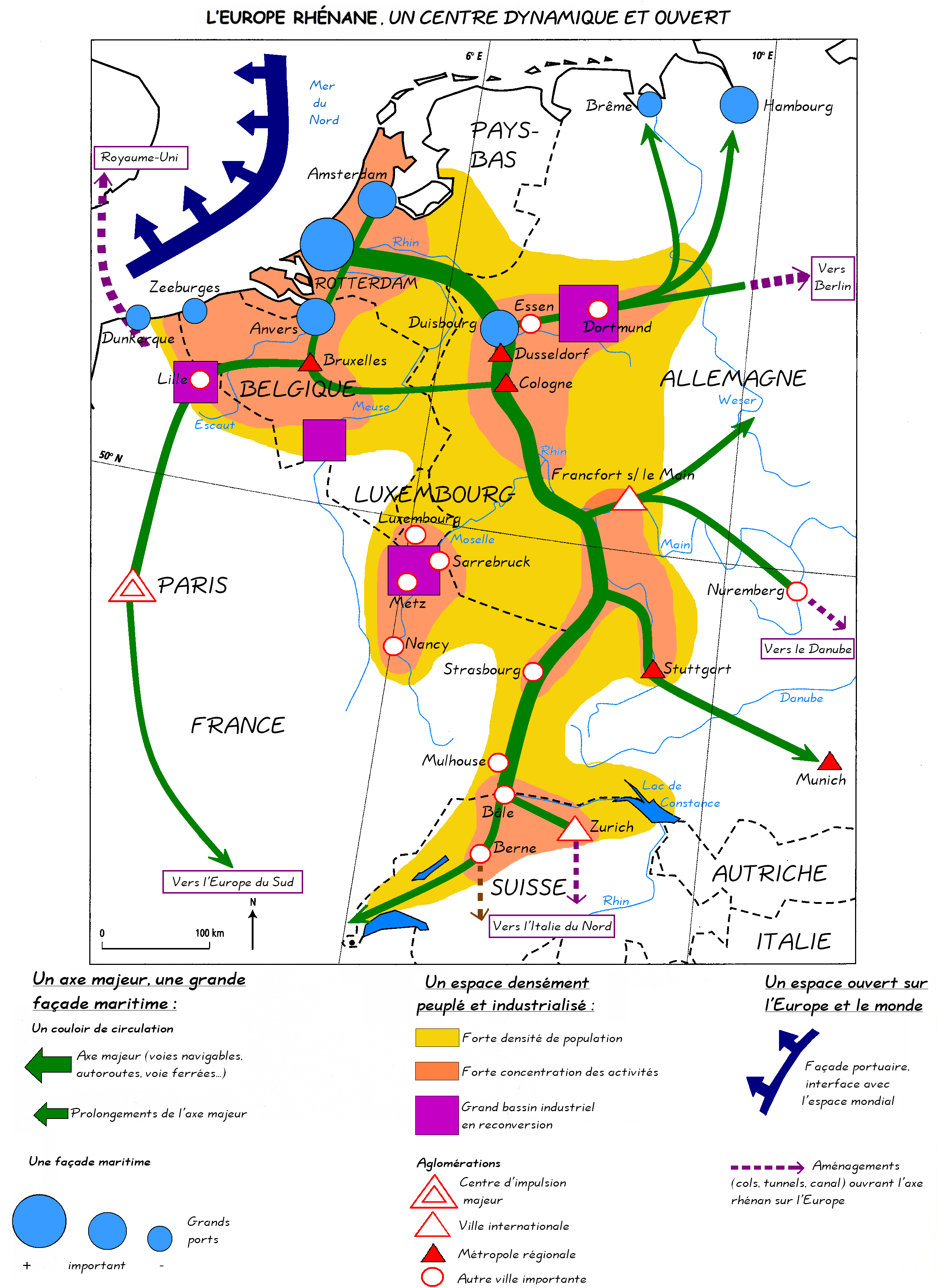
Croquis de l'Europe rhénane, avec les principaux ports représentés par des cercles bleus.

La rangée nord-européenne est la deuxième façade maritime mondiale (après les ports chinois de la mer Jaune : ports de Tianjin, de Qingdao, de Qinhuangdao, de Dalian, de Yingkou, de Tangshan, de Lianyungang, etc.) et la première européenne (devant ceux de l'ouest de la Méditerranée : ports de Marseille, d'Algésiras, de Valence, de Gênes, de Trieste, de Barcelone, etc.). Elle sert de principale interface commerciale entre l'Europe et le reste du monde, servant de débouché de la mégalopole européenne.

### Hinterland
Son arrière-pays (Hinterland en allemand, notion utilisée par André Vigarié) correspond aux régions les plus densément peuplées et riches d'Europe, qui forment ce que Roger Brunet a appelé la mégalopole européenne (surnommée aussi la « dorsale européenne » ou la « banane bleue ») : la Belgique, les Pays-Bas, l'Allemagne, le Nord-Est de la France, la Suisse, l'Autriche et le nord de l'Italie.
Chacun des ports est relié à son arrière-pays par des réseaux de transport de fret très denses, qu'ils soient :
- routiers, particulièrement saturés car recevant la majorité du trafic fret, notamment les autoroutes parallèles au Rhin (l'E31 sur la rive gauche et l'E35 sur la rive droite), l'axe Hambourg–Francfort–Bâle (l'HaFraBa : E45 puis E35) et l'axe Rotterdam–Anvers–Paris (l'E19 et l'A1) ;
- fluviaux par l'Escaut (relie Anvers à Valenciennes et de là vers Paris par le futur canal Seine–Nord), le Willebroek (relie Anvers au port de Bruxelles), le canal Albert (relie Anvers au port de Liège), la Meuse (relie Rotterdam à Maastricht et Liège) et surtout le Rhin (relie Rotterdam au port de Duisbourg dans la Ruhr et poursuit jusqu'à Bâle en grand gabarit) ;
- ferroviaires (ligne de la Betuwe entre Rotterdam et la frontière allemande ; projet de Rhin d'acier entre Anvers et l'Allemagne) ;
- ou tubulaires par oléoducs et gazoducs (le Rotterdam-Rhein-Pipeline apporte le pétrole brut de Rotterdam aux raffineries de Cologne et Francfort ; le Nord West Oil Pipeline pour le pétrole de Wilhelmshafen à Gelsenkirchen et Wesseling ; le Rhein-Main-Rohrleitungs transporte les produits raffinés de Rotterdam vers Cologne, Francfort, Ludwigshafen et Karlsruhe[8] ; une série d'oléoducs relie le terminal d'Antifer aux raffineries du Havre, de Gravenchon, de Petit-Couronne et de Grandpuits[9]).

Le Rhin, axe fluvial majeur
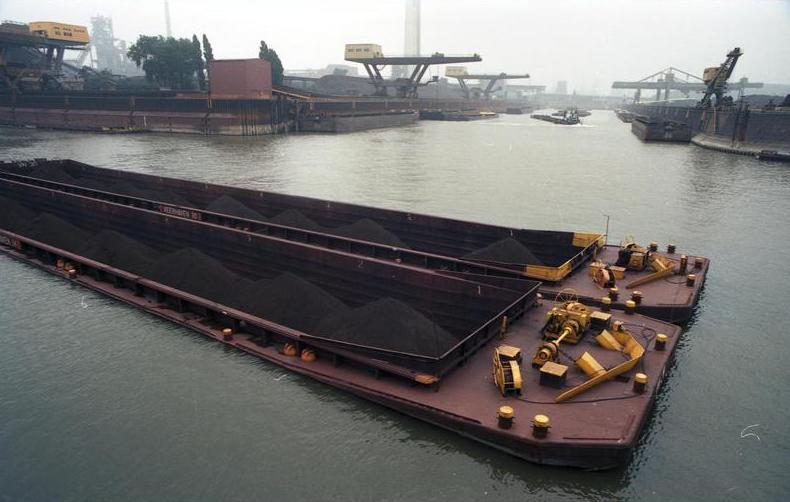
Barges chargées de charbon entrant dans le port de Duisbourg, approvisionnant les hauts fourneaux de la Ruhr.
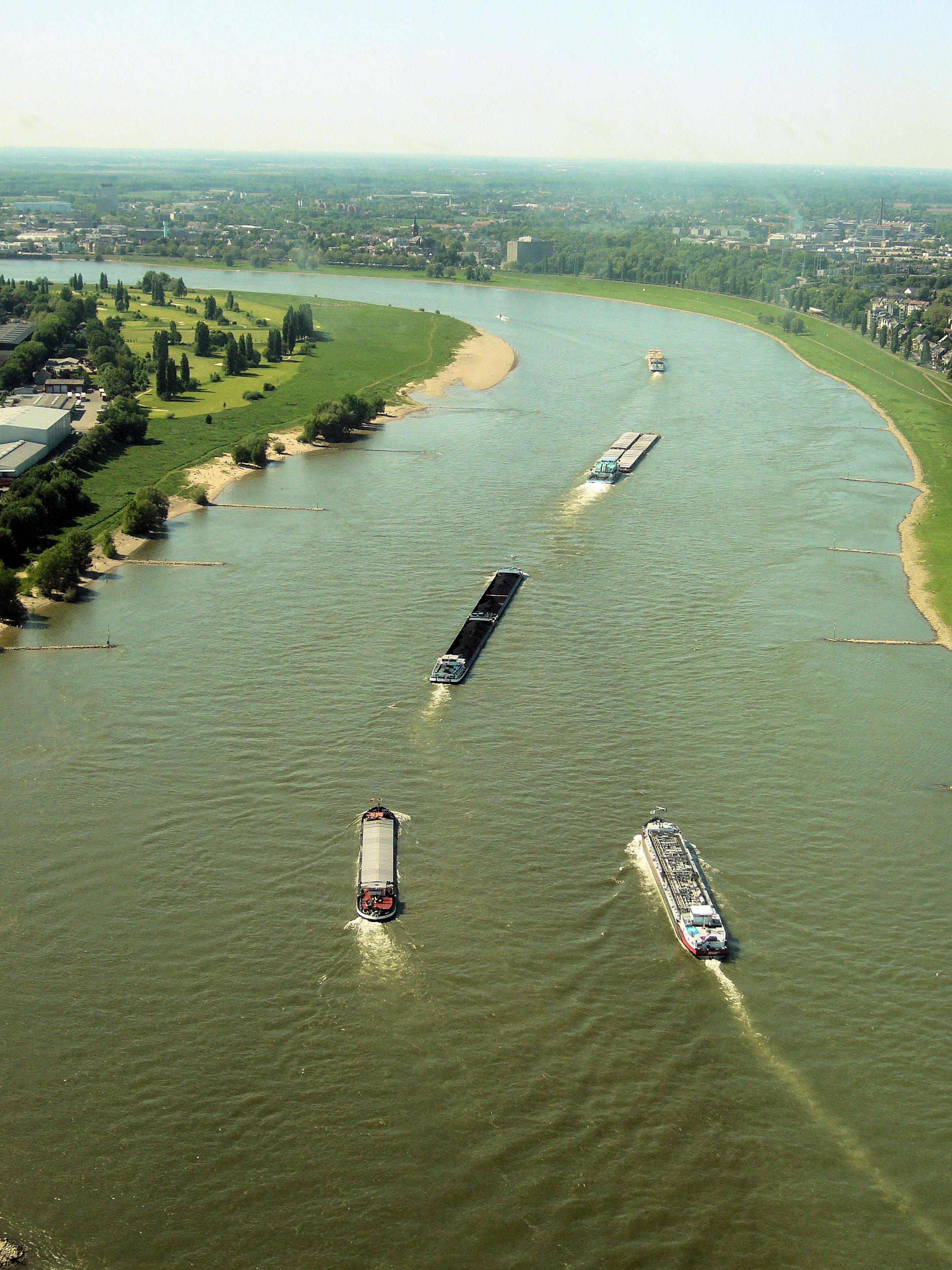
Trafic fluvial à hauteur de Düsseldorf.
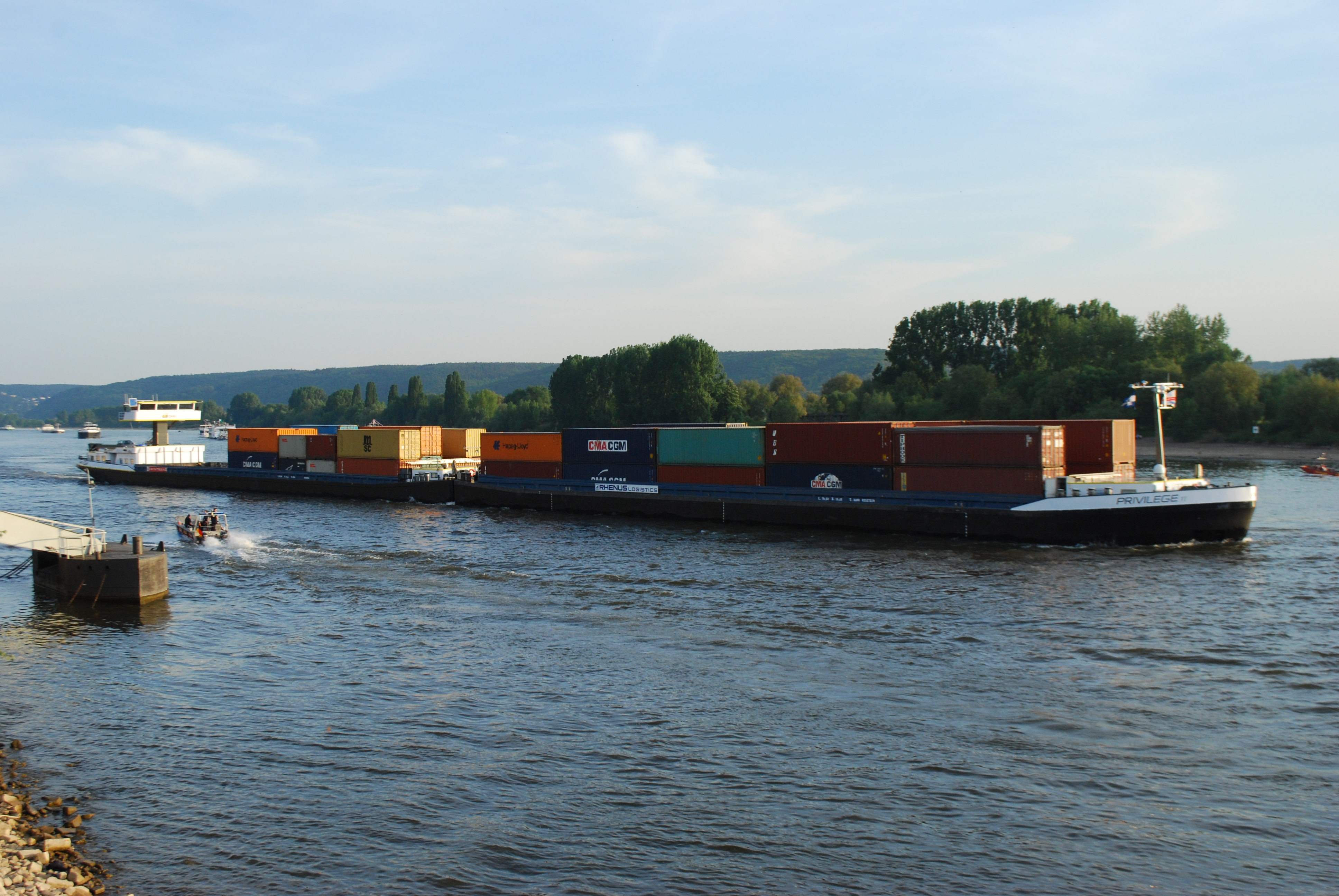
Convoi de deux barges porte-conteneurs passant à Linz am Rhein, en aval de Remagen. Le Rhin est un cours d'eau de classe CEMT VI jusqu'à Bâle.
Le canal Rhin-Main-Danube permet depuis 1992 de relier le Rhin au Danube, connectant Rotterdam à Constanța sur la mer Noire.

### Foreland
Quant à son avant-pays (Foreland en anglais), la majorité des échanges de la rangée nord-européenne se fait avec les ports des autres façades européennes, ceux des îles Britanniques (ports de Felixstowe, d'Immingham, de Londres, de Newcastle, de Liverpool, de Milford Haven, etc.), de la mer Baltique (de Primorsk, de Saint-Pétersbourg, de Göteborg, de Gdańsk, de Copenhague, etc.) et de la mer Méditerranée (de Marseille, d'Algésiras, de Valence, de Gênes, de Trieste, de Barcelone, etc.).
Les échanges en dehors de l'Europe se font principalement au sein de la triade, avec les ports d'Amérique du Nord (la façade orientale des États-Unis : ports de New York, de Baltimore, de Hampton Roads, etc.), d'Asie du Sud-Est (ports de Singapour, Port Kelang, de Tanjung Pelepas, etc.), de Chine (de Shenzhen, de Ningbo, de Shanghai, de Qingdao, de Tianjin, etc.), de Corée (ports de Busan, de Gwangyang, etc.) et du Japon (ports de Yokohama, de Nagoya, de Kōbe, etc.), essentiellement pour des produits manufacturés (textile, électronique, véhicules, etc.), transportés par porte-conteneurs ou par rouliers.
Les échanges avec l'Amérique du Sud, l'Afrique, le Moyen-Orient, l'Asie du Sud et l'Océanie sont principalement constitués d'importations de matières premières (minerai de fer du Brésil, pétrole du golfe de Guinée, gaz du Golfe persique, etc.).